# Войд сузір'я "Мікроскоп"
Войд сузір'я "Мікроскоп" — це порожнеча (войд) — приблизно прямокутна область відносно порожнього простору, обмежена неповними листами галактик з інших порожнеч у південній небесній півкулі. Він знаходиться в межах сузір'я Мікроскоп. Він був відкритий і названий південноафриканським астрономом Тоні Фероллом у 1984 році.